# Drobeta-Turnu Severin
Pour les articles homonymes, voir Turnu (homonymie) et Séverin.
Drobeta-Turnu Severin (en langage courant Turnu Severin, en hongrois : Szörényvár) est une municipalité et le chef-lieu du județ de Mehedinți en Olténie, dans le sud-ouest de la Roumanie. C'est une ville portuaire sur le Danube. Sa population s'élevait à 86 475 habitants en 2011.

## Étymologie
Turnu signifie « la tour » ; Severin découle de trois origines possibles :
- une origine latine, associée à l'empereur Septime Sévère ;
- une origine slave, associée aux mots severen ou severnii (северен ou северный) : « du nord » ;
- une origine religieuse, associée à saint Séverin de Norique, protecteur au Moyen Âge de l'église latine de la cité, fondée par des missionnaires catholiques.

## Géographie
La ville est bâtie sur la rive gauche du Danube, le long de la rivière Topolnița, en aval des Portes de Fer, face à la ville serbe de Kladovo.
Un passage frontière situé un peu plus en amont emprunte le pont construit sur le barrage roumano-serbe des Portes de Fer.
Turnu Severin est située à 353 km à l'ouest de Bucarest, à 113 km à l'ouest de Craiova et à 210 km à l'est de Timișoara.
La municipalité se compose de la ville de Turnu Severin elle-même et des villages de Dudașu Schelei (588 habitants en 2002), Gura Văii (1 652 habitants en 2002) et Schela Cladovei (5 458 habitants en 2002).

## Histoire
Dans l’Antiquité, un site dace du nom de Drobeta est mentionné ici, et un castrum romain de ce nom est établi en 105 pour défendre le pont construit sur le Danube par Apollodore de Damas sur ordre de l’empereur Trajan. La romanisation des Daces et des autres Thraces est à l’origine des langues romanes orientales, dont la plus parlée est le roumain. 
Lors de la cession de la Dacie aux Goths en 256, le pont est détruit pour empêcher les invasions barbares de pénétrer dans l’Empire. Au IVe siècle, le castrum est à son tour détruit par les Gépides et les Huns. Il est ensuite reconstruit par Justinien, mais au VIe siècle, les Avars et les Slaves le ruinent définitivement. Les échanges entre les deux rives ne cessent pas pour autant. La christianisation de l’Empire romain d'orient fait entrer la région dans la civilisation byzantine. Les éparchies du Danube assurent le lien avec le patriarche de Constantinople à travers des chorévêques (χωρεπισϰόποι : évêques itinérants), sous le contrôle de perichorètes (περιχωρέτοι : responsables des régions périphériques de l’Empire).
Au Moyen Âge, après avoir appartenu à la Bulgarie, la région des « Portes de fer » est conquise par les Hongrois qui, sous le règne de Ladislas Ier (1040-1095), bâtissent une nouvelle forteresse pour protéger leur royaume contre les Coumans et les Petchénègues. En 1186, celle-ci passe au « royaume des Bulgares et des Valaques », pour revenir en 1228 à la Hongrie qui crée sur sa frontière méridionale des « banats », marches frontalières spécifiques de l’expansion militaire et religieuse de la Couronne hongroise. Parmi ces banats, celui qui s’étend sur les actuelles régions du Banat de Timișoara, de la Kraïna des Portes de Fer et de l’Olténie, porte le nom de « Banat de Severin » : sa capitale est alors connue sous les noms de Szörényvár ou Severin. Les gouverneurs de la citadelle de Severin (Turnu Severin) portent alors le titre de Ban. En 1233, la citadelle est agrandie et transformée sous les règnes de André II (1205–1235) et de Bela IV (1235–1270).
À cette époque, les duchés roumains de Valachie sont vassaux de la couronne hongroise, mais en 1330, à la bataille de Posada, ils s’émancipent et la principauté de Valachie devient indépendante, incluant la citadelle de Severin que les voïvodes valaques agrandissent à leur tour, mais qu’ils se font reprendre, à plusieurs reprises, par les Hongrois. En 1364 le prince Vladislav Ier de Valachie fonde le monastère orthodoxe de Vodița. L’arrivée des Ottomans sur la rive sud du Danube en 1396 transforme la citadelle en un bastion clé de défense contre l’expansion turque dans la région danubienne. La cité de Severin a été le siège d’un évêché catholique (fondé en 1382) jusqu’en 1502.
La liste de évêques catholiques compte 12 noms :
1. Grigore (1382) OP ;
2. Luca Ioan OFM (1390–1394);
3. Ferenc OFM (1394–1398);
4. Nicolae Dumitru (1399);
5. Giacomo de Cavallis (1412) ;
6. Luca (1431);
7. Dionisie (?);
8. Dominicus (1437);
9. Benedictus (1439);
10. Stephanus OSB (1447);
11. Stephanus (1499);
12. Gregorius Thacaro (1500–1502).

En 1524 la forteresse de Severin est détruite par les Ottomans et n’est pas reconstruite ; les Turcs y obtiennent des droits commerciaux et d’escale. Le centre administratif de la région se déplace alors vers Craiova et l’importance de Turnu Severin décroît sensiblement. Il reste néanmoins un port danubien utile de la principauté de Valachie et, à partir du XVIe siècle, un marché cosmopolite prospère aux frontières de la Valachie, de l’Empire des Habsbourg et de l’Empire ottoman.
En 1829, après que le Danube eut été libéré du contrôle ottoman par le Traité d’Andrinople, Turnu Severin peut se développer à nouveau et, en 1833, un plan rigoureux d’urbanisation en fait une ville moderne. En 1858, c'est la construction du port moderne sur le Danube qui entraîne un important développement industriel. Dans la seconde moitié du XIXe siècle la ville devient aussi une ville de garnison et une base navale fluviale.
Des combats navals et terrestres ont lieu durant la première Guerre mondiale, et la ville, comme les deux-tiers de la Roumanie, est occupée par les armées allemandes du général Falkenhayn. Pendant la seconde Guerre mondiale, de nouveaux combats opposent la Wehrmacht et les troupes hongroises d’un côté, aux troupes roumaines et soviétiques de l’autre. Le port a souffert d’importants dégâts longs à réparer.
Comme toute la Roumanie, Turnu Severin a subi les régimes dictatoriaux carliste, fasciste et communiste de février 1938 à décembre 1989, mais connaît à nouveau la démocratie depuis 1990. Néanmoins, le retour à la prospérité a été ralenti par la crise financière des années 2010, due à la dérégulation mondiale, qui a frappé son économie.
En 1972, le régime communiste, qui promouvait le protochronisme (une doctrine historique nationaliste), a ajouté au nom de Turnu Severin, celui antique et dace de Drobeta. La ville a fêté le 1870e anniversaire de sa fondation en 1992.

## Démographie

### Ethnies
Lors du recensement de 2011, 91,35 % s'identifient comme roumains. Pour 7,73 % de la population l'appartenance ethnique n'est connue.

### Religion
En 2011, la population de la ville est à 90,78 % orthodoxe, alors que pour 7,76 % de la population, l'appartenance religieuse n'est pas connue.

## Politique
| Parti | Parti                                                                            | Sièges | Statut |
| ----- | -------------------------------------------------------------------------------- | ------ | ------ |
|       | Parti social-démocrate-Union nationale pour le progrès de la Roumanie (PSD-UNPR) | 11     |        |
|       | Parti national libéral (PNL)                                                     | 10     |        |
|       | Parti Mouvement populaire                                                        | 2      |        |

## Économie
L'économie de Turnu Severin est depuis toujours liée au Danube, c'est pourquoi le principal employeur est le grand chantier de construction navale Severnav, connu en Polynésie française pour avoir construit le cargo mixte Aranui III, qui relie Tahiti aux autres îles.
La ville abrite aussi une usine métallurgique ainsi qu'un entreprise de construction de matériel ferroviaire (1 450 ouvriers), des usines de produits alimentaires, de fabrication de meubles, et une brasserie renommée (bières de marque « Traian »).
La centrale hydroélectrique construite sur le Danube en amont de la ville a résulté d'un accord en 1956 entre la Yougoslavie et la Roumanie. La construction a débuté en 1964 et le barrage fut inauguré le 16 mai 1972. Sa puissance est de 2 100 mégawatts et sa production est partagée entre la Serbie et la Roumanie de manière égale.

## Éducation et culture

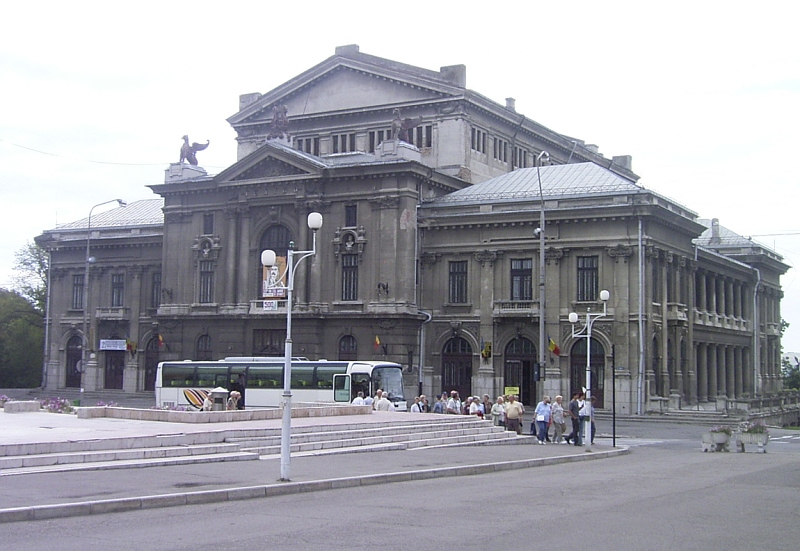
Le théâtre de Turnu Severin

La première école supérieure de la ville date de 1851. Aujourd'hui, elle possède 9 écoles supérieures et une université technique (section de l'Université de Craiova).
Lieux culturels :
- Palais de la Culture, abritant un théâtre, une bibliothèque, un cinéma. Construit en 1913, il ne fut inauguré qu'en 1924 pour cause de Guerre Mondiale.
- Musée Historique des Portes de Fer, datant de 1912, restauré en 1996 avec des sections d'histoire, d'ethnographie, de sciences naturelles et un aquarium.

Événements culturels
- Le Festival de Guitare Classique de Turnu Severin est organisé depuis peu et regroupe dans le jury du festival des professeurs de guitare classique de plusieurs villes de Roumanie voir le site du festival

## Transports
La ville est traversée par la route nationale DN6 (route européenne 70) qui relie Timișoara à Craiova et Bucarest. La route nationale DN87 se dirige vers le nord et les villes de Motru et Târgu Jiu.
Les chemins de fer roumains possèdent une gare ferroviaire sur la ligne Timișoara-Bucarest.

## Patrimoine

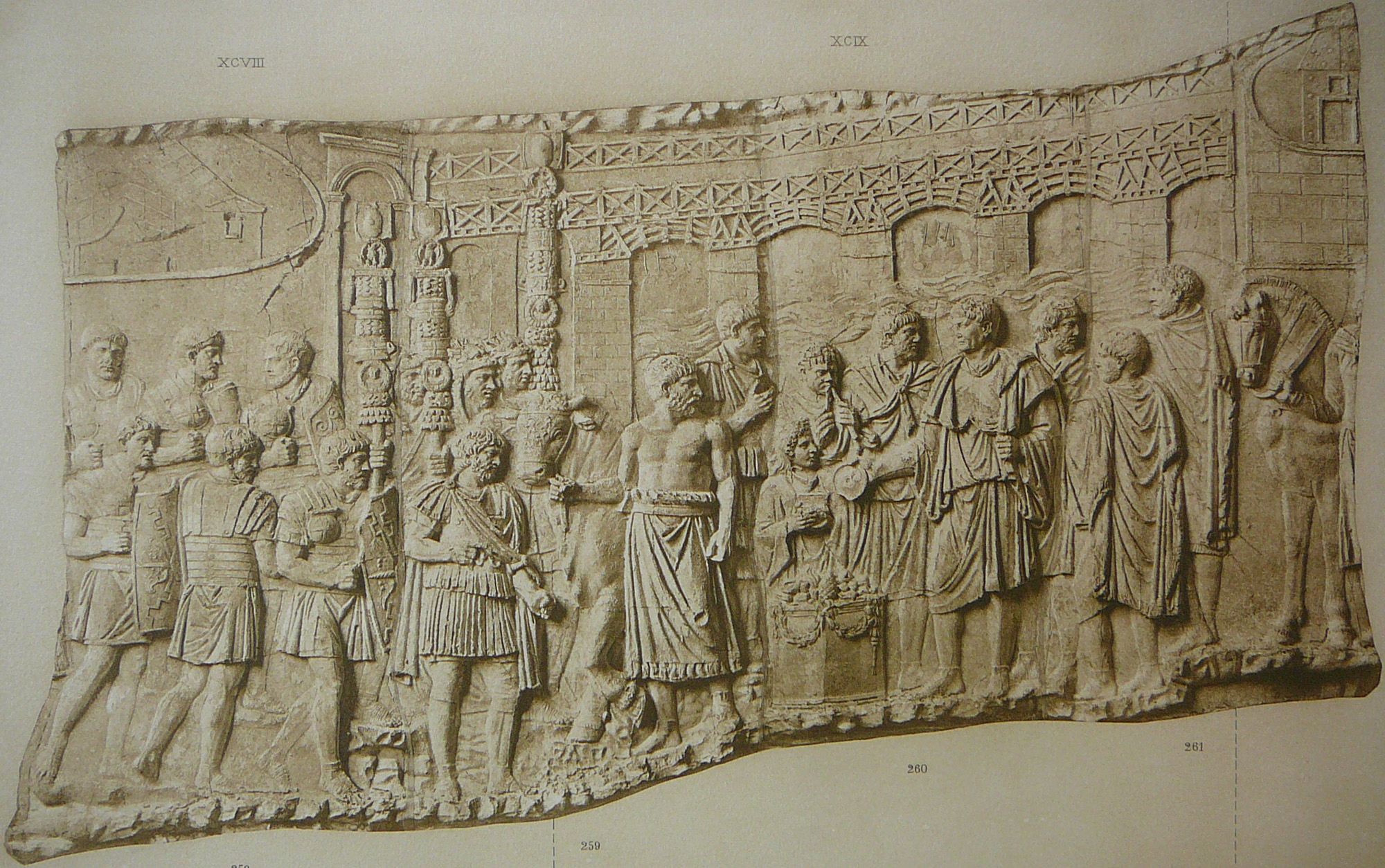
Le pont d'Apollodore de Damas sur la Colonne Trajane à Rome.
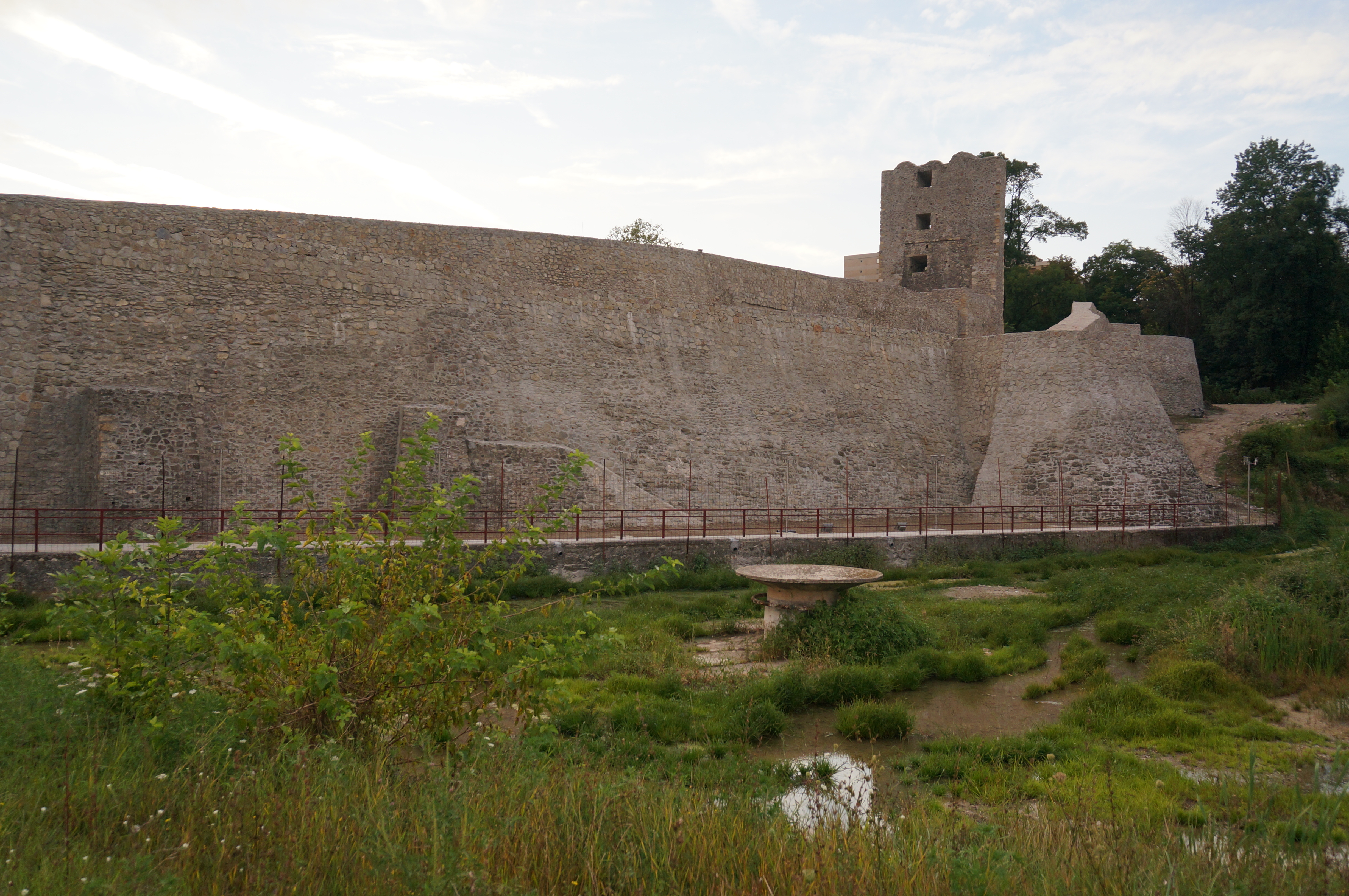
Citadelle de Severin.
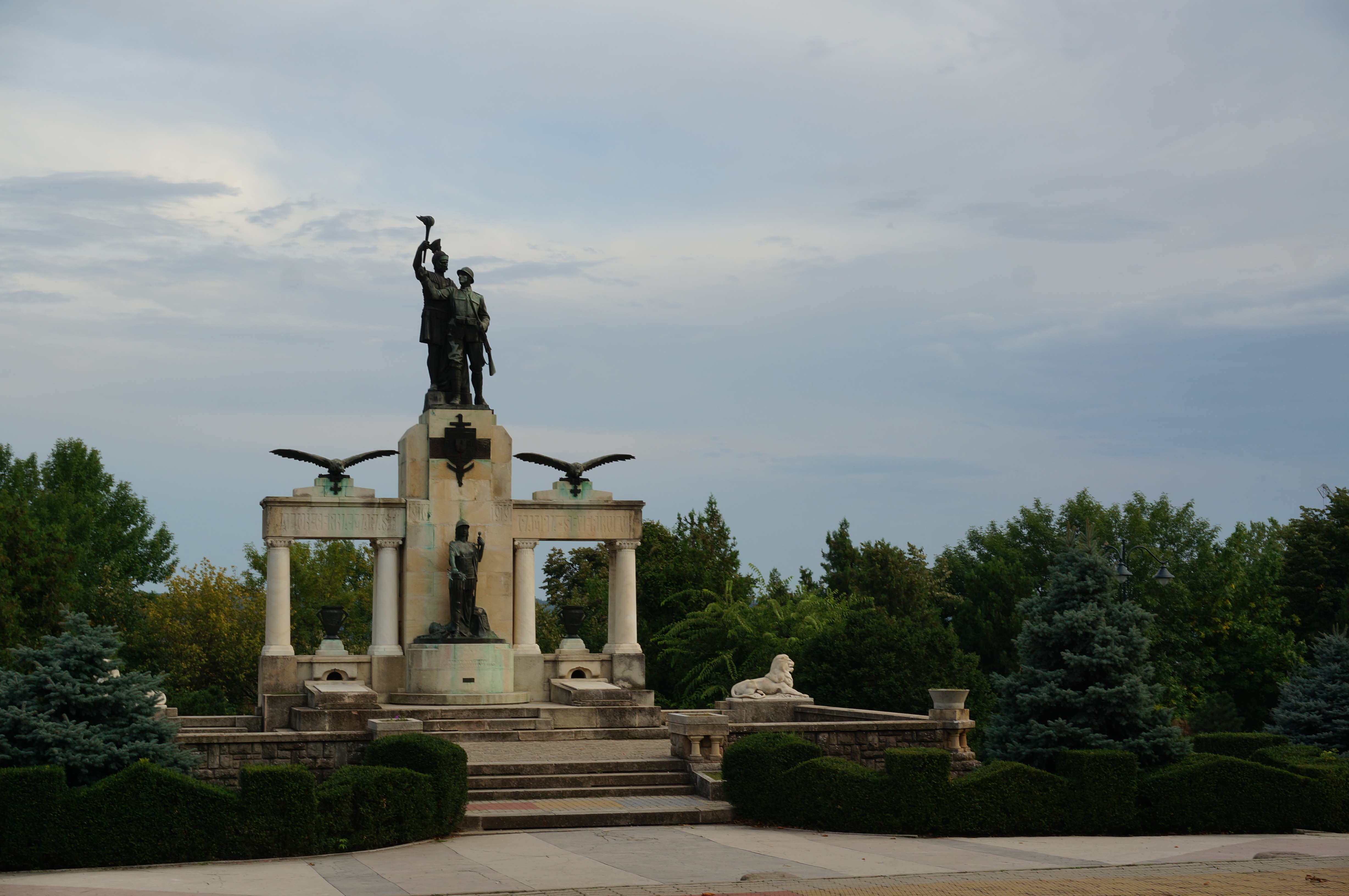
Monument aux morts (Première guerre mondiale).

- Ruines du Pont de Trajan, construit entre 103 et 105 sur l'ordre de Trajan par l'architecte Apollodore de Damas. Le pont était large de 15 m et long de 1 135 m. Il fut détruit en 256 lorsque la Dacie fut perdue par les Romains. plusieurs de ses 22 arches étaient encore visibles au milieu du XIXe siècle.
- Ruines romaines du castrum de Drobeta.
- Ruines de la citadelle du XIIIe siècle.
- Ruines du monastère Vodița de 1364.
- Église de la Dormition de 1856.
- Église St Jean Baptiste (St. Ioan Botezătorul).

## Personnalités
- Alice Voinescu, écrivaine, philosophe et diariste
- Paul Dimo (1905-1990), ingénieur en électricité né à Turnu Severin

## Jumelages
- Orly (France)